# 三木千壽
三木 千壽（みき ちとし、1947年1月19日 - ）は、日本の工学者。東京工業大学名誉教授、東京都市大学名誉学長。工学博士、技術士（建設部門）、土木学会認定特別上級土木技術者（鋼・コンクリート）。専門は、構造工学、鋼構造学、橋梁工学。徳島県出身。
東京工業大学（1979年5月）工学博士論文の題は「鋼橋梁部材の疲れ強さ評価に関する基礎的研究」。 

## 略歴
- 1970年 東京工業大学工学部土木工学科卒業
- 1972年 東京工業大学大学院理工学研究科土木工学専攻修士課程修了
- 1972年 東京工業大学助手
- 1979年 東京大学専任講師
- 1980年 東京大学助教授
- 1981年  リーハイ大学博士研究員[5]
- 1982年 東京工業大学助教授
- 1984年  リーハイ大学客員研究員[5]
- 1990年 東京工業大学工学部教授
- 2003年 東京工業大学大学院理工学研究科長、工学部長
- 2005年 東京工業大学理事、副学長（教育・国際担当）
- 2012年 東京工業大学名誉教授
- 2012年 東京都市大学総合研究所特任教授
- 2013年 東京都市大学副学長（国際担当）
- 2014年 東京都市大学国際センター長
- 2015年 東京都市大学学長
- 2024年 東京都市大学名誉学長[2]

## 受賞歴
- 1980年 土木学会田中賞（論文部門）
- 1992年 溶接学会FS賞
- 1993年 土木学会論文賞
- 1995年 日本鋼構造協会奨励賞[業績部門]
- 1996年 土木学会田中賞（論文部門）
- 1999年 溶接学会FS賞
- 2002年 溶接学会業績賞
- 2003年 土木学会田中賞（論文部門）
- 2004年 経済産業大臣表彰
- 2008年 土木学会田中賞（論文部門）
- 2010年 日本鋼構造協会協会賞
- 2012年 土木学会出版文化賞
- 2013年  Ernst Gassner Award
- 2014年  タマサート大学名誉博士号
- 2014年 JICA国際協力感謝賞
- 2015年 土木学会田中賞（論文部門）
- 2017年 応用力学功績賞
- 2018年 土木学会功績賞[6]
- 2018年 日本鋼構造協会論文賞
- 2019年 関東工学教育協会賞（協会貢献賞）
- 2019年 日本工学教育協会 工学教育賞（業績部門）
- 2021年 土木学会田中賞（業績部門）
- 2022年  エディスコーワン大学名誉博士号
- 2023年 関東工学教育協会賞（協会貢献賞）
- 2024年 外務大臣表彰
- 2025年 伊藤學賞

## 著書

### 単著
- 『鋼橋梁部材の疲れ強さ評価に関する基礎的研究』三木千壽、1979年1月。
- 『鋼構造』共立出版〈テキストシリーズ土木工学 10〉、2000年7月。ISBN 978-4320073913。
- 『橋梁の疲労と破壊 事例から学ぶ』朝倉書店、2011年10月。ISBN 978-4254261592。
- 文部科学省科学技術・学術政策研究所第1調査研究グループ編 編『アジア地域の人材育成 AUN/SEED-Netの経験と今後の展望』文部科学省科学技術・学術政策研究所第1調査研究グループ〈科学技術政策研究所講演録 302〉、2014年10月。
- 『橋の臨床成人病学入門』建設図書、2017年9月。ISBN 978-4874592205。

### 共編著
- John W. Fisher（英語版）『鋼橋の疲労と破壊 ケーススタディー』阿部英彦・三木千壽訳監修、建設図書、1987年9月。ISBN 978-4874592038。
- 三木千壽・市川篤司共編著 編『現代の橋梁工学 塗装しない鋼と橋の技術最前線』数理工学社〈土木工学 別巻〉、2004年12月。ISBN 978-4901683173。
- 竹内徹、笠井和彦、三木千壽 著、竹内徹編 編『都市構造物の損害低減技術』朝倉書店〈シリーズ 都市地震工学 6〉、2011年3月。ISBN 978-4254265262。
- 三木千壽、山田哲、林静雄、坂田弘安 著、林静雄編 編『都市構造物の耐震性』朝倉書店〈シリーズ 都市地震工学 4〉、2012年4月。ISBN 978-4254265248。
- Chitoshi Miki,etc. (2014). Wai-Fah Chen; Lian Duan. eds. Bridge Engineering Handbook Construction and Maintenance, 2nd Edition. CRC Press. ISBN 9780429105098
- 東京都市大学環境学部公開講座企画委員会編著 編『私たちが描く次世代につなげたい「未来の環境都市」』マルモ出版、2018年4月。ISBN 978-4944091614。
- Chitoshi Miki. (2025). Retrofitting Engineering for Fatigue Damaged Steel Structures. Springer. ISBN 9783031801457

## 出演
- クローズアップ現代（1994年10月27日）NHK放送
- 奇跡の地球物語〜近未来創造サイエンス（2012年2月5日）テレビ朝日放送
- 新報道2001（2013年3月3日）フジテレビ放送
- NHKニュースおはよう日本（2013年4月9日）NHK総合放送
- 報道ライブ21 INsideOUT（2014年6月9日）BS11放送
- 財部誠一の経済深々（2014年10月10日）BS11放送
- クローズアップ現代（2015年12月10日）NHK放送
- 報道ステーション（2016年4月22日）テレビ朝日放送
- 物質・材料工学と社会（2016年9月2日）放送大学放送
- 東京リボーン（2020年2月29日）NHK放送